# Miesville
Miesville – miasto w Stanach Zjednoczonych, w stanie Minnesota, w hrabstwie Dakota.